# Метод БЕТ

Метод БЕТ — метод визначення внутрішньої поверхні порисних тіл шляхом низькотемпературної адсорбції аргону з аргон-гелієвої суміші. Виконується на газовому хроматографі, наприклад, типу ЛХМ-80.
У хімії поверхні — розроблений Брунером, Емметом та Теллером (БЕТ) метод вимірювання площі поверхні, в якому використовується адсорбція та конденсація азоту в порах при температурі рідкого азоту. Використовується також для визначення об'єму пор та їх розподілу за розмірами.